# 拉加尔纳
拉加尔纳（義大利語：Ragalna），是意大利西西里大区卡塔尼亞廣域市的一个市镇。总面积39平方公里，人口3580人，人口密度91.8人/平方公里（2009年）。ISTAT代码为087058。